# Corpo Volontari Italiani
Il Corpo Volontari Italiani è stata una grande unità militare pluriarma (fanteria, artiglieria, genio, marina, sanità, reali carabinieri, guardia mobile, servizio telegrafico e giustizia militare) del Regio esercito italiano composta da 43.543 uomini, quasi interamente da volontari compresi alcune centinaia di stranieri, e posta al comando del generale Giuseppe Garibaldi che operò nel corso della terza guerra di indipendenza del 1866 sul fronte del Trentino contro l'impero austriaco.

## Il reparto

### La formazione del Corpo
Il 6 maggio 1866, in previsione della guerra con l'impero austriaco, con decreto del re Vittorio Emanuele II, fu istituito il "Corpo Volontari Italiani" affidato a Garibaldi - alla stregua del corpo di volontari dei Cacciatori delle Alpi, che aveva combattuto nella seconda guerra d'indipendenza - insieme alle commissioni militari, costituite da ufficiali dell'esercito regolare e dell'ex garibaldino, preposte all'arruolamento dei quadri dei primi cinque reggimenti di fanteria. In data 16 maggio, da Firenze capitale, venne emanata una circolare da parte del Ministero della guerra che fissava l'ordinamento del Corpo, stabilendone la consistenza in 20 Battaglioni, che avrebbero formato 10 Reggimenti.

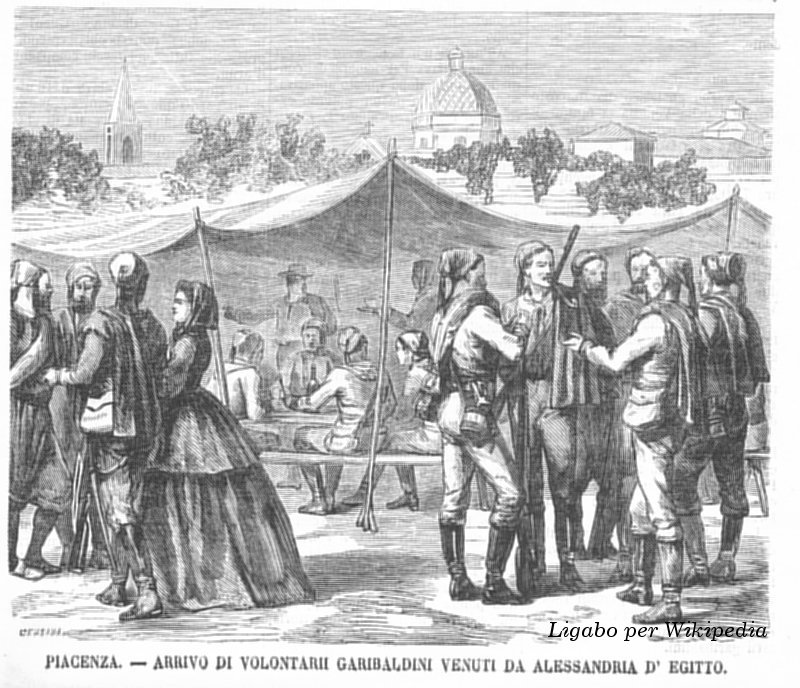
Volontari Garibaldini provenienti da Alessandria d'Egitto

Il 20 maggio iniziarono, molto lentamente, i reclutamenti della truppa. Riguardo a questa precaria situazione scrive Virgilio Estival, tenente di origine francese della 12ª compagnia del 2º Reggimento Volontari Italiani: Tutte le provincie italiane diedero il loro contingente; ma quelle che più di tutte si distinsero, furono il Veneto e le Romane. Il Veneto che aveva dato dei molti dei suoi figliuoli all'armata regolare, diede ancora più di 12.000 volontari a Garibaldi; e mi rammento con vera soddisfazione che più di due terzi degli uomini che formavano la compagnia che fui incaricato di organizzare appartenevano alle provincie allora soggette all'Austria.
Si sentiva che questi uomini sacrificavansi per avere il diritto di rientrar liberi nel proprio paese, per riconquistare il domestico focolare, per abbracciare liberamente la loro famiglia […] Alcuni reggimenti che formavansi nelle provincie meridionali erano quasi esclusivamente composti di Romagnoli, i quali al parer mio formavano la più energica popolazione d'Italia. In genere, tutte le provincie fecero il proprio dovere. Firenze diede quasi 4.000 volontari, Torino più di 3.000, Parma più di 1.000, Ferrara che non ha che una popolazione di 25.000 abitanti, ne diede quasi 1.000. Lugo che soltanto ne ha 9.000 ne diede 500. Faenza 300. In quattro giorni Bologna ne ebbe iscritti più di 1.500, Genova 600, Ancona 450. […] “È una leva in massa” disse il generale Pettinengo “noi non la vogliamo”.

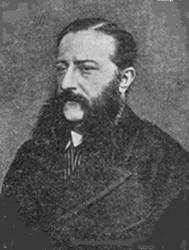
Il senatore Clemente Corte. Decorato con la medaglia d'oro dopo il combattimento del 3 luglio 1866 a Monte Suello

I volontari bresciani erano all'incirca 1.000 provenienti in buon numero dal Lago d'Iseo e anche dalla Valle Sabbia. Vista la notevole affluenza di giovani volontari che in breve raggiunsero la consistenza di 40.000 unità, si provvide alla formazione di altri cinque reggimenti e alla sospensione del reclutamento. Furono creati sette centri di addestramento per i volontari, a Como, Varese, Bergamo, Gallarate, Molfetta, Terlizzi e a Bari, i quali in breve furono sommersi da una moltitudine di giovani desiderosi di essere formati e armati per la nuova battaglia.
Per i più l'impatto con la nuova realtà militare fu mortificante: ci si accorse subito che all'interno delle caserme mancava tutto il necessario per l'addestramento. Ovunque regnava la disorganizzazione e nonostante le lamentele dei comandanti al Ministero della guerra non si riuscì a porvi rimedio. Mancavano le divise, ogni sorta di vestiario e cibo, le tende, le cucine da campo, i mezzi di trasporto, muli e cavalli, le armi, le munizioni, carte geografiche aggiornate, le attrezzature sanitarie e la buffetteria. Inoltre tra le file degli stessi volontari abbondavano non solo i volenterosi, spinti all'arruolamento da seri ideali, ma anche una valanga di mediocri e perfino alcuni giovinastri avventurieri con le fedi penali sporche.
I quadri ufficiali, formati in gran parte nella guerra del 1859 e nella campagna meridionale del 1860, e i sottufficiali, seppur costituiti da gente di valore, dimostravano nel complesso un'impreparazione militare e organizzativa. Alcuni comandi erano stati affidati perfino a deputati del parlamento che mai avevano visto le armi o a ex guardie nazionali mobili adibite alla lotta al brigantaggio.
Il 22 giugno la forza complessiva del Corpo dei Volontari Italiani contava esattamente 38.041 uomini, 873 cavalli, 24 cannoni e due cannoniere a vapore (Solferino e San Martino).

### Armamento

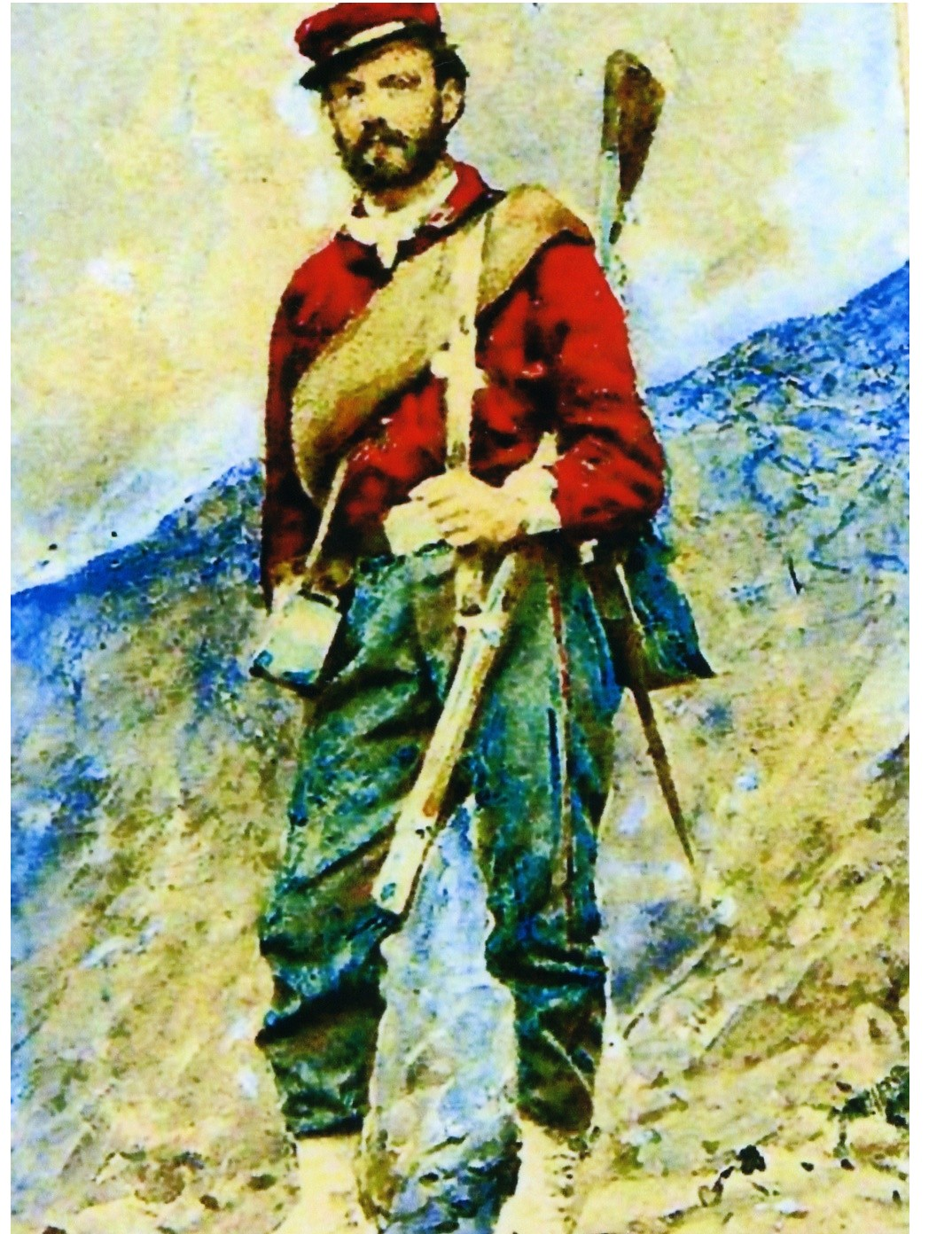
Garibaldino del Corpo Volontari Italiani

I volontari vestivano una camicia rossa e pantaloni regolamentari del Regio Esercito.
La maggior parte dell'armamento individuale della fanteria del Corpo Volontari Italiani era costituito da vecchi fucili ad avancarica a canna liscia (francesi M1822T, M1840 e M1842 in calibro 18mm; piemontesi M1842 e M1844 in calibro 17,5mm). Erano armi molto lunghe e pesanti, capaci di un tiro utile fino ai 2-300 metri, munite di una lunga baionetta a manicotto con ghiera.
Si tratta di diversi modelli a canna liscia di fucile ad avancarica con sistema di accensione a percussione con luminello e capsula fulminante, decisamente antiquati per l'epoca.
Solo alla fine della campagna giunsero dall'arsenale di Napoli alcune moderne (ed ottime) carabine rigate Enfield inglesi.
In generale la situazione dei garibaldini era pessima, scrive nuovamente Virgilio Estival, tenente della 12ª compagnia del 2º Reggimento Volontari Italiani: “Il primo reggimento era il solo il quale, per la intelligente iniziativa del suo capo che di privata sua autorità fece contratti con fornitori civili, fosse vestito. Il secondo era mal vestito, e come già dissi, i due battaglioni di ultima formazione quasi nudi. Il terzo reggimento aveva soltanto 1.000 camicie e un numero uguale di fucili, il giorno che Garibaldi ne ispezionò il deposito. Il quarto era vestito un poco meglio, ma armato coi fucili della Guardia nazionale; infatti la Guardia nazionale di Brescia diede 1500 fucili ai volontari, 1.700 ne diede quella di Bergamo, ed io stesso vidi cittadini bresciani armare dei volontari coi propri fucili!…Il quinto trovatasi in una situazione più infelice ancora, e più di un terzo dei suoi uomini erano mezzi nudi e senza fucili, quando Garibaldi andò a ispezionarlo. Quanto ai reggimenti formatisi nelle provincie meridionali, può dirsi senza tema d'ingannarsi che essi erano equipaggiati nel medesimo modo; e come dicevami a questo proposito uno dei membri della commissione: “solo in cotesta circostanza il governo non aveva fatto ingiustizia per nessun dei reggimenti, tutti erano stati trattati con una rigorosa imparzialità”.

### I vertici

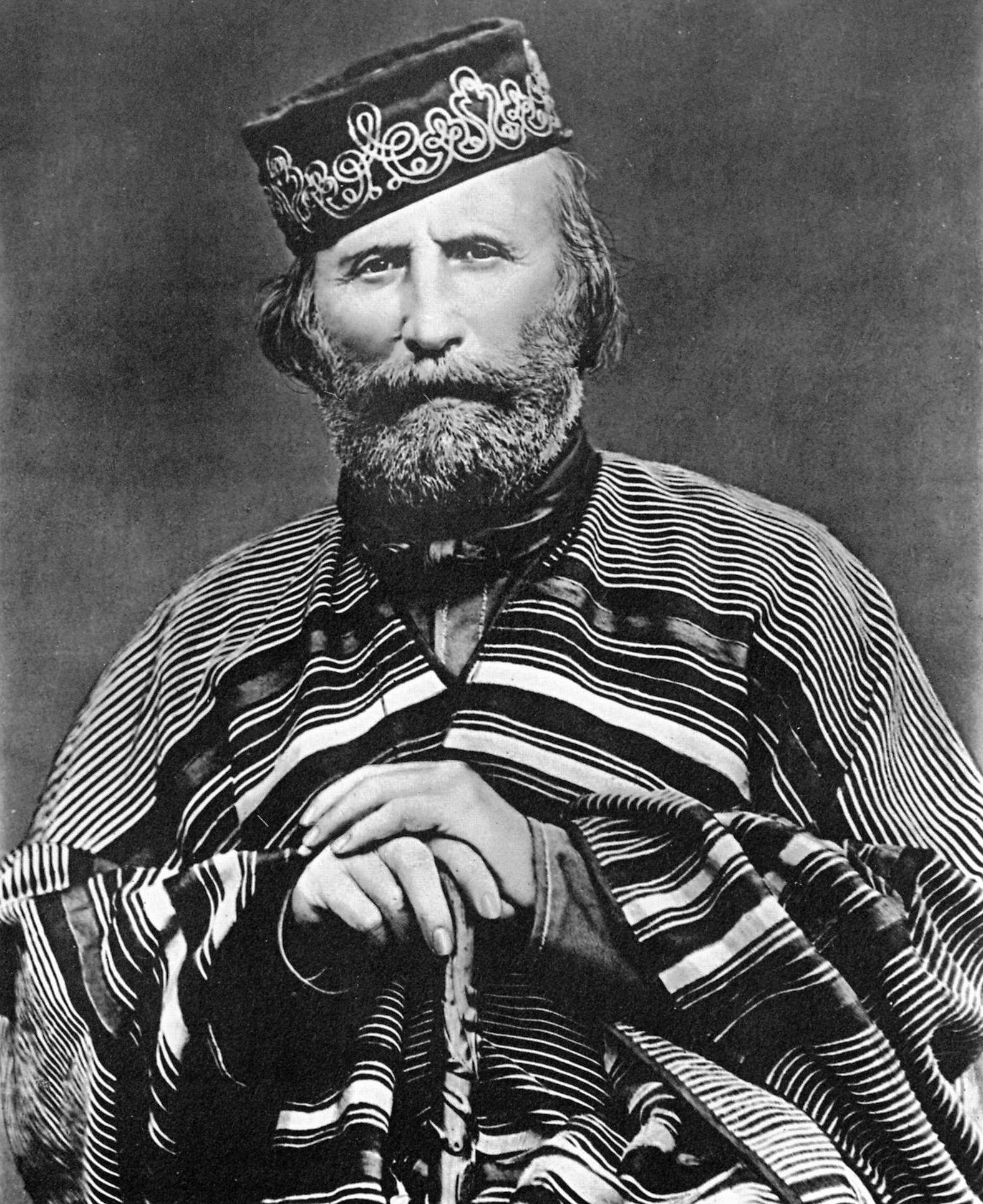
Il generale Giuseppe Garibaldi

- Comandante in capo, il generale Giuseppe Garibaldi;
- capo di Stato Maggiore, il generale Nicola Fabrizi; sottocapo, il tenente colonnello Enrico Guastalla; comandante il Quartier Generale, il tenente colonnello Benedetto Cairoli e aiutante di campo di Garibaldi, il maggiore Stefano Canzio;
- comandante della zona del Garda il generale Giuseppe Avezzana;
- comandante della flottiglia del lago di Garda, il tenente colonnello Augusto Elia con capo di Stato Maggiore il capitano Alberto Mario[3].

### L'organizzazione
Il 3 settembre del 1866 il Quartier Generale del Corpo Volontari Italiani con sede a Brescia certificava la sua composizione:
- Comando Generale del Corpo di Intendenza militare al comando del colonnello Giovanni Acerbi;
- Direzione della Posta militare;
- Ispezione del Telegrafo militare;
- Giustizia militare (1°, 2° e 3° Tribunale militare);
- Carcere militare Centrale;
- Cassa militare;
- 1º Reggimento al comando del colonnello poi generale Clemente Corte, sostituito in seguito dal luogotenente colonnello Federico Salomone a sua volta sostituito l'8 agosto dal luogotenente colonnello Gioacchino Bonnet;
- 2º Reggimento al comando del luogotenente colonnello Pietro Spinazzi, sostituito poi dal colonnello Giovanni Acerbi;
- 3º Reggimento al comando del colonnello Giacinto Bruzzesi;
- 4º Reggimento al comando del luogotenente colonnello Giovanni Cadolini;
- 5º Reggimento al comando del colonnello Giovanni Chiassi, poi alla morte di costui avvenuta il 21 luglio a Bezzecca dal luogotenente colonnello Nepomuceno Bolognini;
- 6º Reggimento al comando del colonnello brigadiere, poi generale Giovanni Nicotera, sostituito poi da Francesco Sprovieri;
- 7º Reggimento al comando del colonnello Luigi Bossi, sostituito poi dal luogotenente Luigi La Porta;
- 8º Reggimento al comando del colonnello Eliodoro Specchi, morto suicida, sostituito dal colonnello Vincenzo Carbonelli;
- 9º Reggimento al comando del colonnello Menotti Garibaldi;
- 10º Reggimento al comando del luogotenente colonnello Francesco Corvi, sostituito poi a seguito delle sue dimissioni dal luogotenente colonnello Marco Cossovich;

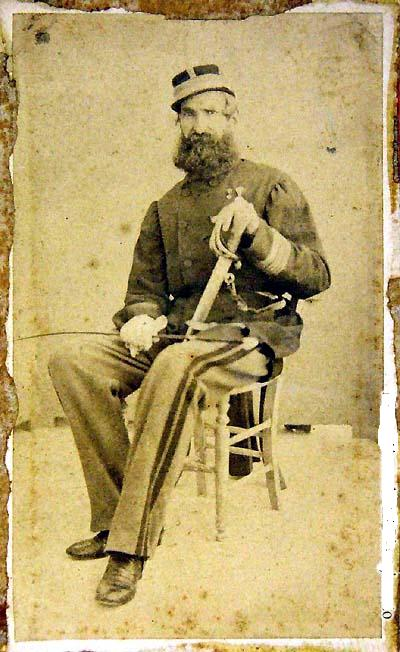
Il generale Nicola Fabrizi nel 1866

- 1º Battaglione Bersaglieri genovesi al comando del maggiore Antonio Mosto;
- 2º Battaglione Bersaglieri milanesi al comando del maggiore Nicostrato Castellini, poi dal capitano Antonio Oliva;
- 41º Battaglione bersaglieri del regio esercito;
- due Squadroni Guide a cavallo al comando del colonnello Giuseppe Missori;.
- una Brigata d'artiglieria dell'esercito regolare, ordinata su tre reggimenti, il 4° da campagna, il 5° da montagna e il 2°, al comando del maggiore Orazio Dogliotti;
- 3ª Compagnia del 1º Reggimento di artiglieria pontieri;
- l'Ambulanza militare (Sanità), dal colonnello Agostino Bertani;
- una Compagnia di Sussidio del servizio sanitario;
- una Compagnia del Treno sanitario;
- una Compagnia del Genio del Regio esercito;
- una Compagnia di operai delle Sussistenze sanitarie;
- una Compagnia del Deposito a Salò;
- Comando generale della zona militare del Lago di Garda;
- Flottiglia del Lago di Garda;
- Distaccamento del 1º Reggimento del Treno del Regio esercito;
- una Compagnia volontari del Genio al comando del capitano Spinola;
- il presidio della Rocca d'Anfo inizialmente al comando del maggiore Abrile, sostituito poi dal colonnello Vittorio Federici, era formato da due compagnie del 29º Reggimento fanteria della Brigata "Pisa" (160 uomini), una Compagnia dell'artiglieria da piazza, una Compagnia di zappatori del genio e un Plotone di pontieri;
- uno Squadrone di Reali carabinieri con il compito di polizia militare, composto da 51 ufficiali e 940 fra sottufficiali e militari di truppa, al comando del generale Giovanni Serpi;
- un Battaglione della Guardia Mobile per la difesa del Passo del Tonale e doganieri.

Ogni reggimento era composto da 16 compagnie di circa 180 fucilieri o “rossi” suddivise in 4 battaglioni di 4 compagnie ognuno. I dieci reggimenti, su proposta di Garibaldi, furono poi raggruppati in 5 brigate:
- 1ª brigata: Reggimento 2° e 7°, maggiore generale Ernesto Haug;
- 2ª brigata: Reggimento 4° e 10°, maggiore generale Angelo Pichi;
- 3ª brigata: Reggimento 5° e 9°, maggiore generale Vincenzo Giordano Orsini;
- 4ª brigata: Reggimento 1° e 3°, colonnello brigadiere Clemente Corte;
- 5ª brigata: Reggimento 6° e 8°, colonnello brigadiere Giovanni Nicotera[3].

## Storia

### L'impiego tattico
Inizialmente Vittorio Emanuele II d'intesa con Garibaldi avevano previsto come campo d'impiego per il Corpo Volontari Italiani, piano poi abortito dallo Stato Maggiore dell'esercito in quanto ritenuto troppo spregiudicato, la zona balcanica che sarebbe stata raggiunta con un massiccio sbarco in Dalmazia appoggiato dalla marina militare. Da qui i garibaldini, sostenuti da patrioti locali e approfittando delle ribellioni che avrebbero dovuto sorgere man mano con il procedere dell'avanzata, attraverso l'Istria e la Slovenia avrebbero mosso verso nord portando la guerra nel cuore del territorio austriaco.
L'impiego tattico del Corpo fu definitivamente chiarito il 19 giugno, nell'imminenza della dichiarazione di guerra, quando da Cremona, il Quartier Generale dell'esercito spedì la seguente lettera al generale Garibaldi, acquartierato dal giorno precedente a Salò in un albergo dell'attuale piazza della Fossa: "L'intenzione di Sua Maestà è che alla Signoria Vostra sia affidato fino da adesso la difesa del Lago di Garda e dei vari paesi, che, dal Tirolo, mettono nella valle di Lombardia. Al suo comando sono quindi sottoposti, siccome ne avrà già avuto avviso, sia la flottiglia, sia l'artiglieria, recentemente inviata per l'armamento delle batterie locali. Rotte le ostilità, e di mano in mano che le forze sotto i suoi ordini si completeranno in numero, ed in organizzazione, ella agirà contro gli austriaci, e pel Lago, e pelle montagne, e come meglio crederà. Suo scopo sarà di penetrare nella valle dell'Adige, e di stabilirvisi, in modo da impedire ogni comunicazione fra il Tirolo e l'armata austriaca in Italia. Se le popolazioni del Tirolo italiano si mostrassero favorevoli alla nostra causa, ella è autorizzato a trarne partito. In questo suo campo d'azione è necessario che ella tenga presente la dichiarazione emanata dal governo, che sarebbe rispettata la neutralità Svizzera, a condizione, ben inteso, che la sia pure dall'armata nemica. Il generale d'armata Alfonso Lamarmora”.
Il fronte affidato a Garibaldi si estendeva dal confine con la Svizzera, iniziando a nord in corrispondenza del Passo dello Stelvio, e, seguendo la linea di confine con l'Alto Adige e con il Trentino, proseguendo fino al Passo del Tonale, giungeva sulla rive del Lago di Garda in corrispondenza di Limone sul Garda. Da qui seguitando lungo la sponda occidentale del lago arrivava poi a Desenzano. Garibaldi era intenzionato a penetrare in Trentino attraverso l'unica strada agevole esistente a sud, ossia quella della Valle del Chiese. Scardinato il sistema difensivo dei forti austriaci di Lardaro, il Generale prevedeva di scendere a Tione indi, procedendo per Stenico e Vezzano, occupare la città di Trento.
Originalmente era stato pure progettato uno sbarco in forze sulla sponda veronese per prendere alle spalle il grosso delle forze austriache schierate all'interno del quadrilatero, ma vista l'impossibilità di attuazione, date le pessime condizioni in cui si trovava la flottiglia del lago di Garda, anche questo piano fu abbandonato per non veder colare a fondo tutta la truppa in un sol colpo!

### Gli avversari austriaci

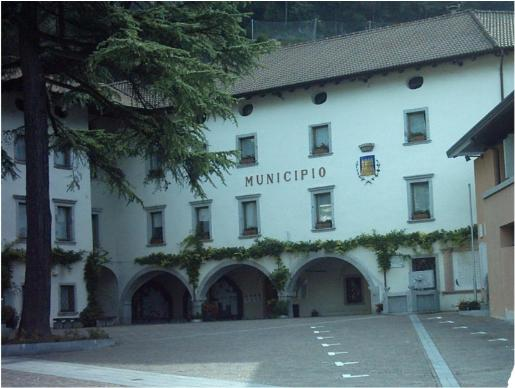
Il municipio di Storo, ex casa Cortella, fu sede del Quartier Generale di Garibaldi durante l'attacco al forte d'Ampola

Garibaldi si trovava ad affrontare i reparti comandati dal generale barone Franz Kuhn von Kuhnenfeld, aventi il Quartier Generale presso Trento. Costui era un ufficiale di 49 anni d'età, considerato dai più un vero specialista della guerra di montagna, per non dire il miglior generale austriaco in attività, criticato da pochi come un militare troppo sopravvalutato nelle sfere degli alti comandi di Vienna. Sferzante rimane il giudizio del generale Carl Möring, commissario imperiale, che non teneva in grande stima il collega, scrive: “Qui si conosce bene il generale Kuhn; la fama a buon mercato è ciò che ha più caro”.
Il Kuhn sapeva il fatto suo e poteva contare sull'8ª Divisione composta da circa 15-16.000 uomini, o baionette come si diceva allora, ben preparati ed equipaggiati, raggruppati in una brigata e sei mezze brigate di 21 battaglioni di fanti e 25 compagnie di tiratori con 1600 cavalli e muli, 32 pezzi d'artiglieria di linea e 127 cannoni in fortezza. Ogni compagnia austriaca era formata da oltre 400 uomini. Capo di Stato Maggiore austriaco fungeva il luogotenente colonnello barone Johann von Dumoulin, capo dell'artiglieria il luogotenente colonnello Barth, direttore del genio il luogotenente colonnello von Wolter.
L'impero austriaco, al contrario dell'Italia, non si era fatta cogliere impreparata al conflitto e aveva provveduto nei mesi precedenti al potenziamento delle fortificazioni poste sul confine trentino e in special modo di quelle con il bresciano. Erano stati risistemati i forti di Lardaro (20 cannoni), dell'Ampola a Storo (2 cannoni), del Ponale (23 cannoni), di Nago (15 cannoni), Malcesine (6 cannoni), Buco di Vela (7 cannoni), di Strino (presso il Passo del Tonale), della Rocchetta a Riva del Garda (8 cannoni), del Gomagoi (presso il Passo dello Stelvio), del Ponte di Mostizzolo (sul torrente Noce) e di Trento.
Allo stesso modo furono pure rinforzate le truppe di stanza in questi luoghi con lo schieramento delle seguenti unità militari:
- Mezza brigata del tenente colonnello Hermann Thour von Fernburg, con sede a Riva del Garda; comprendente un Battaglione di fanteria “Principe ereditario di Sassonia” (4 compagnie a Riva, 1 a Tiarno e 1 a Pieve di Ledro), un Plotone del 5º Squadrone "Ulani di Trani" (a Riva), due compagnie del 6º Battaglione dei "Cacciatori tirolesi" (una a Riva e una a Arco), una Batteria da montagna (4 cannoni).
- Mezza brigata del tenente colonnello Heribert Höffern von Saalfeld, con sede a Tione; comprendente il 2º Battaglione “Principe ereditario di Sassonia” (dislocato a Tione, Bolbeno, Condino e Storo), due compagnie del 1º Battaglione "Cacciatori tirolesi" (1 compagnia a Campo e 1 a Cavrasto), un plotone del 5º Squadrone "Ulani" (a Tione) e una Batteria da montagna (4 cannoni).
- Mezza brigata del maggiore Ulysses von Albertini, con sede a Malé in Val di Non (4 cannoni).
- Mezza brigata del maggiore Alexander von Metz, in Val Venosta e allo Stelvio (4 cannoni).
- Brigata di riserva del generale Carl Kaim von Kaimthal con sede a Trento ma schierata a Comano.
- Brigata di riserva del colonnello Bruno Freiherr (Barone) von Montluisant, (4 cannoni) con sede a Trento ma schierata tra Ponte Arche e Fiavé.
- Una riserva tattica a difesa della Valsugana al comando del maggiore Franz Pichler Edler von Deeben nel settore di Primolano e Cismon, e un'altra sull'Adige a Rovereto.
- Inoltre per il pattugliamento del Lago di Garda l'esercito austriaco si avvaleva di un'efficiente flotta, che al comando del capitano di corvetta Moritz Manfroni von Manfort con il Quartier Generale a Torri del Benaco sulla sponda occidentale veronese e l'appoggio della basi fortificate di Peschiera e Riva del Garda, poteva contare su ben 22 imbarcazioni tra cui: 2 grossi vapori a motore (il Generale Hess e il Franz Joseph), 6 cannoniere a elica e una dozzina di lance con un armamento complessivo di 62 cannoni e 10 spingarde[5].

#### Armamento della fanteria austriaca
La fanteria austriaca era armata con il Fucili Lorenz (un tipo di fucile ad avancarica a capsula, rigato, a percussione), modello 1854 tipo I e II, chiamato “Lorenz” dal nome dell'inventore dello speciale proiettile ogivale a compressione; il tipo I aveva la mira fissa a 300 passi e con alzo per maggiore distanza fino a 800 passi; il tipo II aveva la mira regolabile fino a 1000 passi. Il corpo dei “cacciatori”, ossia i Kaiserjäger, e i bersaglieri provinciali, ebbero in dotazione il fucile ad avancarica a capsula modello 1854 Jaegerstutzen, una carabina rigata da tiratore scelto ad alzo a slitta regolabile, molto precisa per i tiri a lunga distanza, con sciabola-baionetta quasi lunga quanto la carabina stessa, la speciale bacchetta veniva portata separata dall'arma appesa alla schiena.
Quest'arma si rese tristemente famosa presso i garibaldini nelle campagne del 1859-1866, che la citavano spesso raccontando i loro scontri con i Kaiserjäger. La cavalleria aveva in dotazione lance, sciabole e le pistole ad avancarica, a tubetto modello 1844, e a capsula modello 1859. L'artiglieria di linea era dotata di cannoni di bronzo, rigati, armati per la bocca e la loro gittata variava dai 2250-3000 metri se di montagna o campali leggeri, o 3750 metri se campali pesanti. Molto apprezzati dalle truppe dell'artiglieria da montagna austriaca per il loro trasporto e maneggio erano le racchette o razzi, che gettavano bombe incendiarie o scoppianti, con un tiro variante da 225 a 1500 metri.

### Sintesi delle operazioni militari
- 20 giugno: il giorno successivo la dichiarazione di guerra del Regno d'Italia all'Impero d'Austria, Garibaldi insedia il proprio Quartier Generale presso Salò, sulla riva bresciana del Lago di Garda.
- 24 giugno: in concomitanza della Battaglia di Custoza i garibaldini occupano Monte Suello e il posto di dogana presso Ponte Caffaro.
- 25 giugno: Battaglia di Ponte Caffaro, occupazione di parte della Valvestino e ripiegamento del Corpo nella zona di Lonato per contrastare una possibile avanzata dell'esercito austriaco vincitore a Custoza verso la città di Brescia.
- 2 luglio: bombardamento di Gargnano da parte della flottiglia austriaca.
- 3 luglio: Battaglia di Monte Suello.
- 4 luglio: Battaglia di Vezza d'Oglio in Alta Valle Camonica.
- 6 luglio: bombardamento di Gargnano da parte della flottiglia austriaca; Garibaldi trasferisce il Quartier Generale dalla Rocca d'Anfo a Bagolino.
- 7 luglio: Combattimento di Lodrone.
- 8 luglio: Occupazione di Moerna in Valvestino da parte del 2º Reggimento Volontari Italiani.
- 10 luglio: Combattimento di Lodrone; Magasa è liberata in nome del Re d'Italia da parte dei garibaldini del maggiore Luigi Castellazzo.
- 12 luglio: Garibaldi impartisce gli ordini per l'avanzata nella Valle del Chiese.
- 13 luglio: Quartier Generale a Darzo; prime prese di posizione per porre l'Assedio del Forte d'Ampola; il 2º Reggimento muove da Gargnano attraverso la Valvestino diretto al Forte d'Ampola.
- 14 luglio: insediamento del Quartier Generale a Storo.
- 15 luglio: accerchiamento del Forte d'Ampola.
- 16 luglio: combattimento di Condino.
- 17 luglio: bombardamento del Forte d'Ampola.
- 18 luglio: bombardamento del Forte d'Ampola; Battaglia di Pieve di Ledro e Monte Nota; bombardamento navale di Gargnano da parte della flottiglia austriaca.
- 19 luglio: resa incondizionata del Forte d'Ampola; cattura del piroscafo 'Benaco' da parte di due vapori austriaci presso Gargnano e bombardamento di Gargnano stessa.
- 20 luglio: presa di posizione dei garibaldini a Tiarno e Bezzecca.
- 21 luglio: Battaglia di Bezzecca, Cimego e Molina di Ledro.
- 22 luglio: Garibaldi ordina l'arresto del colonnello Pietro Spinazzi comandante il 2º Reggimento Volontari Italiani.
- 25 luglio: il 2º Reggimento occupa Bezzecca, Locca, Lenzumo e Campi di Riva del Garda.
- 31 luglio: tregua d'armi tra Italia e Austria fino al 10 agosto.
- 9 agosto: Garibaldi riceve l'ordine di abbandonare il Trentino per il giorno 11 agosto.
- 10 agosto: il Corpo Volontari Italiani ripassa il Confine di Stato del Caffaro e della Valvestino.
- 11 agosto: gli austriaci occupano Storo, Darzo e la Valvestino con Magasa.
- 12 agosto: armistizio tra Austria e Italia.
- 19 settembre: viene sciolto con Regio Decreto il Corpo Volontari Italiani.
- 3 ottobre: a Vienna viene firmata la pace tra Italia e Austria.

## I principali combattimenti
- Battaglia di Ponte Caffaro
- Battaglia di Monte Suello
- Battaglia di Vezza d'Oglio
- Operazioni in Val Vestino (1866)
- Battaglia di Lodrone
- Operazioni militari navali sul Lago di Garda nel 1866
- Operazioni in Valtellina (1866)
- Assedio del Forte d'Ampola
- Battaglia di Condino
- Battaglia di Pieve di Ledro
- Battaglia di Bezzecca

## Le perdite
Dall'Elenco nominativo delle perdite sofferte dai Corpi Volontari Italiani dal giorno 25 giugno al 21 luglio 1866 pubblicato nel Supplemento al n. 254 della Gazzetta Ufficiale del Regno d'Italia (15 settembre 1866), si apprende che:
- gli ufficiali ebbero 14 morti, 35 feriti, 14 prigionieri per un totale di 63 unità.
- i sottufficiali e la truppa: 210 morti, 966 feriti, 837 prigionieri, 473 mancanti per un totale di 2486 unità. Totale generale: 2549 unità.